# 三葉盤唇鱨
三葉盤唇鱨（學名：Chiloglanis trilobatus），為輻鰭魚綱鯰形目倒立鯰科的其中一種，為熱帶淡水魚，分布於非洲坦尚尼亞Rukwa湖流域，體長可達5.2公分，棲息在底中層水域，生活習性不明。

## 扩展阅读
維基物種上的相關：三葉盤唇鱨